# Arthur von Posadowsky-Wehner
Arthur, conde de Posadowsky-Wehner, barón de Postelwitz (alemán: Arthur Graf von Posadowsky-Wehner Freiherr von Postelwitz, 3 de junio de 1845 - 23 de octubre de 1932) fue un político conservador alemán. Se desempeñó como secretario de Finanzas, Secretario del Interior y Vicecanciller de Alemania, además de Ministro de Estado de Prusia.

## Biografía
Nacido en la nobleza de Silesia e hijo de un juez, Posadowsky-Wehner estudió derecho en Berlín, Heidelberg y Breslau y obtuvo un doctorado en Derecho en 1867. Posteriormente, adquirió una finca agrícola, y entró en política en 1871, cuando comenzó a formar parte del gobierno provincial de Posen. En 1882 se convirtió en miembro del Parlamento de Prusia, y fue nombrado Landeshauptmann de Posen en 1885.
Posadowsky-Wehner fue el candidato del Partido Nacional del Pueblo Alemán a la Presidencia de Alemania en la elección de 1919, pero perdió ante Friedrich Ebert.

## Honores
- Caballero de la Orden del Águila Negra.
- Caballero gran cruz de la Orden del Águila Roja, 27 de enero de 1902, en ocasión del cumpleaños del emperador.[1]
- Caballero de justicia de la Orden de San Juan del Bailiazgo de Brandeburgo.

## Publicaciones
- Über die Altersversorgung der Arbeiter (1883)
- Geschichte des schlesischen adligen Geschlechtes der Grafen Posadowsky-Wehner, Freiherren von Postelwitz (1891)
- Luxus und Sparsamkeit (1909)
- Die Wohnungsfrage als Kulturproblem (1910)
- Volk und Regierung im neuen Reich (1932)